# كأس ملك إسبانيا 1987–88
كأس ملك إسبانيا 1987–88 (بالإسبانية: Copa del Rey de fútbol 1987-88)‏ هو الموسم 84 من كأس ملك إسبانيا. أشرف على تنظيمه الاتحاد الملكي الإسباني لكرة القدم، وكان عدد الأندية المشاركة فيه 154، وفاز فيه نادي برشلونة.